# 津酒
津酒是天津出产的一系列白酒，源于1951年轻工业部决定在天津建个一级酿酒厂，次年竣工，将十余家分散的小酒坊之员工集中至此，1953年投产。酒厂最初产品为天津大曲和直沽老白干，和在其基础上所开发出的保健药酒。1970年代中期酒厂开始研制新产品，但因文革动乱一直拖延、迟滞，直至1979年才正式开始，历经三载后于1982年利用首创的“淀粉吸附”和“低温冷冻”等工艺，以高粱为主料，用大麦、豌豆制曲，再结合泸州老窖的泥窖培养和堆积增香工艺，率先于中国北方研制出命名为津酒的低度(38°)浓香型白酒。

## 直沽高粱酒
酒厂成立后，以过去“直沽烧酒”之续渣混蒸老五甑法，及砖窖发酵等传统酿造工艺酿成的“直沽老白干”（65度烧酒）清香型白酒广受欢迎，后改名为直沽高粱酒，简称直沽烧。此酒以高粱为主料，用大麦、小麦、豌豆制曲酿成。在新产品津酒开发成功后，直沽高粱酒并未被淘汰，而是作为酒厂所产的清香型得以保留，生产迄今。

## 天津大曲
天津大曲是在直沽高粱酒的基础上，于1974年开发成功的兼香型白酒。天津大曲以高粱为主料，用中温曲为糖化发酵剂，汲取泸州老窖和茅台酒的辅料清蒸，泥窖分型发酵工艺酿制而成。在新产品津酒开发成功后，天津大曲也未被淘汰，而是作为酒厂所产的兼香型得以保留，生产迄今。